# Italicus
Italicus byl kolem roku 50 náčelníkem germánského kmene Cherusků. Jeho otcem byl Flavus, bratr Arminia. Jeho matka byla dcerou náčelníka Chattů Aktumera. Mládí strávil v Římě jako rukojmí.
V roce 47 si jej Cheruskové vyžádali jako posledního žijícího člena královského rodu za svého krále. Císař Claudius jej na cestu vybavil penězi a oddílem vojska. Od Cherusků se mu dostalo radostného přijetí, protože byl nestranným vůči sporům místní šlechty. Jeho obliba však byla trnem v oku mocným germánským šlechticům, kteří v něm spatřovali pouze prodlouženou ruku římského císaře. S pomocí sousedních kmenů sebrali silné vojsko, které se však Italicovi podařilo porazit. Později byl sice vyhnán, ale znovu se mu podařilo s pomocí Langobardů získat zpět své postavení. Tacitus se o něm zmiňuje, že se v roce čtyř císařů připojil s pomocnými oddíly k vojsku Vespasianova velitele Antonia Prima.